# Epirhyssa overlaeti
Epirhyssa overlaeti là một loài tò vò trong họ Ichneumonidae.